# República (bairro de São Paulo)
República é um bairro situado na região central do município de São Paulo pertencente ao distrito homônimo, administrado pela Subprefeitura da Sé. Encontra-se no bairro a Praça da República e a Estação República do metrô. A República, com sua rica tapeçaria histórica e cultural, continua a ser um dos locais mais emblemáticos de São Paulo, refletindo tanto suas origens quanto seu papel como um centro vibrante de criatividade e inovação na cidade.

## História
O bairro da República, em São Paulo, carrega um nome que homenageia a transformação política que o Brasil vivenciou em 1889, com a proclamação da República, marcando o fim do regime monárquico. A Praça da República, um dos principais marcos do bairro, simboliza essa transição histórica e tem sido palco de inúmeros eventos cívicos e culturais ao longo dos anos. As vias da República, como a Avenida Ipiranga e a Avenida São Luís, refletem o rico patrimônio cultural e histórico da cidade, frequentemente homenageando eventos e figuras significativas da história brasileira.
As origens do bairro remontam à primeira expansão efetiva do núcleo principal do município, a partir de sua colina central, o chamado Centro Velho, que hoje ocupa o distrito da Sé, para o oeste do Rio Anhangabaú, atual Vale do Anhangabaú. Essa expansão ocorreu especialmente durante a segunda metade do século XIX e as primeiras décadas do século XX, em um período de rápido crescimento urbano em São Paulo. Inicialmente ocupada por chácaras, a área rapidamente se transformou em um centro urbano dinâmico, atraindo imigrantes e comerciantes devido à sua proximidade com o centro econômico da cidade. O loteamento foi cuidadosamente planejado para abrigar edifícios residenciais e comerciais, muitos dos quais ostentam a arquitetura neoclássica e art déco, características da época.  A região do atual bairro da República era então chamada de Centro Novo, em oposição ao Centro Velho.
A história do bairro começa com o Largo da Memória, originalmente conhecido como "Piques", que remonta a 1814, quando o governo provisório da Capitania de São Paulo, liderado por figuras como o bispo D. Mateus de Abreu, encarregou o engenheiro militar Daniel Pedro Müller da construção da Estrada dos Piques e um chafariz. Este local servia como ponto de parada para tropeiros e mercado de escravos, tornando-se um marco urbano com a construção do obelisco "à memória do zelo do bem público".
Durante o século XIX, o Largo da Memória foi uma das "portas de entrada" da cidade, localizado no encontro das rotas para Sorocaba, Pinheiros, Anastácio e Água Fria, e atraía moradores, viajantes e escravos pela água potável fornecida pelo chafariz. No final do século, uma figueira conhecida como Figueira brava tornou-se um marco do local. Em 1919, Washington Luís contratou Victor Dubugras e José Wasth Rodrigues para projetar a reforma do largo, introduzindo elementos neocoloniais e preservando o obelisco e a figueira.
A Ladeira do Acu, que posteriormente teve uma pequena ponte construída para permitir a continuidade de seu traçado além das águas do rio, foi um importante desenvolvimento na área.  Este caminho foi batizado de Rua de São João Batista, correspondendo hoje ao trecho central da Avenida São João, um dos principais eixos viários da região central do município. 
Na transição entre os séculos XIX e XX, a Praça da República era uma vasta região, mas a construção do Viaduto do Chá em 1892, que ligava o Centro Velho ao novo quadrilátero formado pelas ruas entre a Xavier de Toledo, a Avenida Ipiranga, Avenida São João e a São Luiz. Dois anos depois, foi fundado o Colégio Caetano de Campos, a primeira escola normal da capital, criada para formar professores para o ensino primário. O prédio, projetado pelo arquiteto Ramos de Azevedo, funcionou como instituição de ensino até 1978, quando os alunos foram transferidos para outros locais.  Desde então, o edifício é tombado pelo patrimônio histórico e serve como sede da Secretaria Estadual da Educação.
A Praça da República foi inaugurada pela condessa Claudia Cornélia Regina, esposa do Visconde de Sepetiba, em 1905. O bairro também é conhecido por seus marcos históricos, como o Theatro Municipal de São Paulo, inaugurado em 1911 e idealizado por Ramos de Azevedo junto com os italianos Cláudio Rossi e Domiziano Rossi, foi concebido com traços renascentistas e barrocos, inspirado na Ópera de Paris. Tornou-se palco de grandes apresentações culturais e sociais da cidade, incluindo a Semana de Arte Moderna de 1922. E a Biblioteca Mário de Andrade, fundada em 1925, foi a primeira e principal biblioteca pública da cidade, com um acervo de mais de 3 milhões de volumes, sendo um tesouro da região.
O bairro tem grande importância histórica, pois foi palco da Revolução Constitucionalista de 1932, um movimento contra o governo do presidente Getúlio Vargas.  Nos arredores da praça, em 23 de maio daquele ano, os jovens Mario Martins de Almeida, Euclides Miragaia, Dráusio Marcondes de Sousa e Antônio Camargo de Andrade foram assassinados em frente à sede do Partido Popular Paulista, na Rua Barão de Itapetininga. Após a morte desses quatro estudantes, surgiu o movimento M.M.D.C. (Martins, Miragaia, Dráusio e Camargo), que se tornou um dos marcos do período.  Mais de 50 anos depois, a Praça da República foi palco das manifestações das “Diretas Já!” em 1984.
Projetos arquitetônicos icônicos surgiram nas décadas seguintes, como o Edifício Copan, iniciado em 1951, e o Edifício Itália, cuja construção começou no início da década de 1960 e foi concluída em 1965, simbolizando a ascensão social e econômica dos imigrantes italianos.
O Palácio Anchieta, sede da Câmara Municipal de São Paulo, é outro marco importante. A luta por uma sede digna para o legislativo paulistano remonta ao século XVI, mas só em 1969 o Palácio Anchieta foi inaugurado oficialmente.  Localizado no Viaduto Jacareí, o edifício é um reflexo da contínua evolução do bairro da República como centro político e cultural. Outros marcos incluem o Palácio dos Correios, as avenidas Ipiranga e São João, e o Largo do Arouche. Esses elementos compõem a rica tapeçaria histórica e cultural do bairro da República, tornando-o um dos locais mais emblemáticos de São Paulo. A importância cultural, histórica e arquitetônica do Largo da Memória e do bairro foi reconhecida com o tombamento como patrimônio histórico estadual em 1975 e municipal em 1991.

## Atualidade
Na atualidade, o Copan é um dos cartões postais de São Paulo, considerado o maior complexo residencial do Brasil e da América Latina, com 1.160 apartamentos e um centro comercial no térreo. O Edifício Itália, o quarto prédio mais alto de São Paulo, oferece vistas impressionantes da cidade a partir do Terraço Itália. O cruzamento das avenidas Ipiranga e São João, imortalizado na música “Sampa” de Caetano Veloso, continua a ser um ponto de referência cultural e gastronômico, com locais icônicos como o Bar Brahma e o restaurante Sujinho.
Hoje, a área central da República continua a atrair investimentos, especialmente através do PIU (Projeto de Intervenção Urbana) Central, que visa aumentar a oferta de moradia no centro histórico. O bairro é um símbolo da diversidade e da vida urbana de São Paulo, abrigando uma feira de artesanato diária e diversos locais turísticos. A esquina onde está o Bar e Lanches Estadão é um ponto de encontro famoso, conhecido por seu sanduíche de pernil.
O Palácio dos Correios, outro marco histórico na região, continua a funcionar como uma importante instalação postal e de serviços, enquanto sua arquitetura neoclássica atrai visitantes interessados na história e no patrimônio arquitetônico da cidade. O Largo do Arouche, uma praça tradicional da cidade, foi revitalizado e tornou-se um local popular para feiras de flores e eventos culturais, além de ser citado na famosa sitcom "Sai de Baixo", que contribuiu para sua notoriedade.
A Galeria do Rock, oficialmente conhecida como Centro Comercial Grandes Galerias, é um dos pontos turísticos mais peculiares de São Paulo. Inaugurada em 1963, a galeria é um reduto de cultura alternativa, abrigando lojas de discos, moda, e acessórios voltados para diversas tribos urbanas, como os punks e rockeiros. Após um período de declínio na década de 1970, a galeria se reinventou e hoje é um vibrante centro de diversidade cultural, atraindo jovens de todas as partes da cidade.
Apesar de suas muitas atrações, o bairro da República enfrenta desafios urbanos comuns aos grandes centros, como questões de segurança e infraestrutura. A prefeitura de São Paulo busca revitalizar o centro histórico através do PIU (Projeto de Intervenção Urbana) Central, que visa aumentar a oferta de moradia e atrair novos moradores para a área. No entanto, as transformações urbanas ainda enfrentam resistência e dificuldades, especialmente em relação aos problemas sociais que persistem na região.
Turisticamente, a República continua a ser um dos destinos mais procurados em São Paulo, graças à sua rica tapeçaria de ofertas culturais, gastronômicas e históricas. Locais icônicos como o Edifício Copan e o Edifício Itália não apenas definem o horizonte da cidade, mas também oferecem experiências únicas, como vistas panorâmicas e eventos culturais, reforçando o bairro como um símbolo da diversidade e vitalidade de São Paulo.